# Rouge feu
Pour les articles homonymes, voir Feu (homonymie).
Rouge feu est un nom de couleur désignant un rouge orangé vif assez bien défini, nommé en référence à la couleur du feu.
Attesté en français depuis le XVIe siècle au moins, il désigne un rouge tirant, selon les sources, plus ou moins sur l'orangé.

## Nuanciers
- Le nuancier RAL indique RAL 3000 Rouge feu[1], qui pourrait être identique au rouge incendie[2].
- Dans les couleurs pour artistes graphiques, on trouve Rouge feu fluo[3] (cette couleur fluorescente ne peut se reproduire sur l'écran).
- En signalisation, on propose Rouge feu[4].
- Dans le domaine de la mode, on trouve rouge feu[5], Rouge feu[6].

## Histoire
« Entre toutes les gemmes rubicondes l'escarboucle obtient la principauté (…), pour ce qu'il est de couleur de feu »

— Les illustrations de Gaule, 1549
Rouge de feu est attesté en 1637. En 1649, la Gazette mentionne des vêtements féminin et masculin couleur de feu. Les Règlements et statuts généraux concernant les manufactures de 1669, s'adressant aux teinturiers régissent la fabrication des « écarlates et incarnats couleur de feu ».
Le rouge feu est une des couleurs décrites précisément dans l’Instruction générale pour la teinture des laines de 1671, étudiée en détail par Michel-Eugène Chevreul, qui a entrepris, au XIXe siècle, de repérer les couleurs entre elles et par rapport aux raies de Fraunhofer. Il cote l’Écarlate couleur de feu de l’Instruction 3 rouge 10 ton et le couleur de feu 3 rouge4 rouge5 rouge 10 ton. Cette cote est identique à celle des couleurs de tissu Ponceau type et du Ponceau sur soie de Guignon, de l’Écarlate de Sedan de Bertèche, Bonjean et Chesnon, de l’Écarlate de Berlin de Fischer, ainsi que du drap écarlate du ministère de la Guerre, et des couleurs de peinture Vermillon français du marchand de couleurs Gauthier-Édouard.
Le Répertoire de couleurs de la Société des chrysanthémistes, publié en 1905, donne quatre tons différents de Rouge Feu, avec le commentaire « Couleur rappelant vaguement celle du feu à cause de son éclat, et obtenue à l'aquarelle en passant du Rouge de Carthame sur du Jaune de Cadmium. — Tirage : Superposition de Rouge Minium sur Jaune Soufre ». On ne peut juger de la conservation des couleurs ; mais le Rouge feu est bien orangé. Ces experts coloristes donnent comme analogues pour la couleur suivante, Rouge Brasier « Allusion à la tonalité des matières incandescentes. — Superposition de Rouge Ponceau sur Jaune Soufre », qui se rapporte au même objet, les produits des marchands de couleurs Rouge Écarlate de Bourgeois, le Rouge Français de Lefranc, le Vermillon oo de Lorilleux, ce qui correspond plus aux Rouge feu de Chevreul. Les échantillons suivants s'intitulent Rouge Fournaise, avec le commentaire « Allusion à la tonalité des métaux en fusion », ce qui fait penser à un des sens de rouge cerise.